# Spint (Einheit)
Der Spint, auch in der Schreibweise Spind, war ein deutsches Volumen- und Feldmaß.

## Flächenmaß
Das Flächenmaß Spint war vorwiegend in den nordwestlichen Regionen verbreitet.
- 1 Spint = 10 Quadratruten, in deutschen Staaten zwischen 71,3 und 429,147 Quadratmetern (m²).

Auswahl:
- Lippe[2] 1 Spint = Spintsaat = 429,147 m²

## Volumenmaß
Wurde der Spint als Volumenmaß genutzt, war es ein sogenanntes Getreidemaß, also ein Maß für trockene Waren. Regionsabhängig waren recht unterschiedliche Maßketten zum Spint gebräuchlich und die großen Maße, wie Malter, Scheffel und Winspel, hatten auch in jedem Ort ein anderes Volumen.
Auswahl:
- Bremen 1 Spint =  224,1 Pariser Kubikzoll = 4 4/9 Liter
  - 4 Spint =  1 Viertel
  - 16 Spint = 1 Scheffel
  - 160 Spint = 1 Quart
  - 640 Spint = 1 Last
- Hamburg 1 Spint = 4 Maß (groß) = 8 Maß (klein) = 344,5 Pariser Kubikzoll = 6 ⅞ Liter
  - 4 Spint = 1 Himten
  - 8 Spint = 1 Fass
  - 16 Spint = 1 Scheffel
- Lüneburg (Königreich Hannover) 1 Spint = 392 Pariser Kubikzoll = 7 7/9 Liter

In Hannover wurde Spint/Spind auch als Metzen bezeichnet.
- - 4 Spint = 1 Himten
  - 8 Spint = 1 Scheffel
  - 160 Spint = 1 Winspel
- Rendsburg (Herzogtum Holstein, dänisch) 1 Spint = 1079 Pariser Kubikzoll = 21 2/5 Liter
- Wesel
  - 1 Loip = 16 Spint zu je 8 Kölner Quart